# Ian Anthony Dale
Ian Anthony Dale (* 3. Juli 1978 in Saint Paul, Minnesota) ist ein US-amerikanischer Schauspieler.

## Leben
Dale, der japanischer, englischer und französischer Abstammung ist, besuchte die Highschool in Madison, Wisconsin. 2004 gelang ihm sein Durchbruch als Darsteller mit dem Film Mr. 3000, indem er neben Bernie Mac, Angela Bassett und Chris Noth spielte.
Seine wohl bekannteste Rolle ist die des Davis Lee, die er in der Mysteryserie Surface – Unheimliche Tiefe verkörperte. Des Weiteren war er auch in vielen weiteren Fernsehserien wie unter anderem Charmed – Zauberhafte Hexen, CSI: Den Tätern auf der Spur, Cold Case – Kein Opfer ist je vergessen und 24. 2007 spielte er neben Jack Nicholson und Morgan Freeman in dem Film Das Beste kommt zum Schluss eine Rolle.
Von 2010 bis 2011 war er in der NBC-Produktion The Event zu sehen.
Von 2011 bis 2020 spielte er eine wiederkehrende Nebenrolle in der Serie Hawaii Five-0, die 2017 zu einer Hauptrolle ausgebaut wurde.

## Filmografie

### Fernsehserien
- 2002: Fastlane (Folge 1x08)
- 2003: Angel – Jäger der Finsternis (Angel, Folge 4x14)
- 2003: JAG – Im Auftrag der Ehre (JAG, Folge 9x09)
- 2004: Las Vegas (Folge 1x15)
- 2004: Hawaii (Folge 1x06)
- 2004: Second Time Around (Folge 1x04)
- 2004–2005: Charmed – Zauberhafte Hexen (Charmed, 5 Folgen)
- 2005: North Shore (Folge 1x21)
- 2005–2006: Surface – Unheimliche Tiefe (Surface, 11 Folgen)
- 2006, 2009: Criminal Minds (2 Folgen)
- 2006–2007: Day Break (12 Folgen)
- 2007: Without a Trace – Spurlos verschwunden (Without a Trace, Folge 5x16)
- 2007: Bones – Die Knochenjägerin (Bones, Folge 2x19)
- 2007: 24 (2 Folgen)
- 2007: Cold Case – Kein Opfer ist je vergessen (Cold Case, Folge 5x11)
- 2009: CSI: NY (Folge 5x21)
- 2009: Dollhouse (Folge 1x10)
- 2009: CSI: Miami (Folge 8x09)
- 2010: Trauma (Folge 1x12)
- 2010: CSI: Den Tätern auf der Spur (CSI: Crime Scene Investigation, Folge 10x16)
- 2010–2011: The Event (22 Folgen)
- 2011: Burn Notice (Folge 5x13)
- 2011–2020: Hawaii Five-0 (90 Folgen)
- 2012: The Mentalist (Folge 5x05)
- 2013: American Horror Story  (Folge 3x01)
- 2014–2016: Murder in the First (30 Folgen)
- 2015: Hart of Dixie (2 Folgen)
- 2017–2018: Salvation (26 Folgen)
- 2020: Magnum P.I. (Folge 2x20)
- 2020–2023: All Rise – Die Richterin (All Rise, 16 Folgen)
- 2021–2022: The Walking Dead (7 Folgen)
- 2022–2023: Atlanta Medical (The Resident, 6 Folgen)

### Spielfilme
- 2003: The Break
- 2004: Mr. 3000
- 2007: Das Beste kommt zum Schluss (The Bucket List)
- 2009: Hangover (The Hangover)
- 2009: Lollipops
- 2010: Mortal Kombat: Rebirth
- 2010: Tekken
- 2011: Mortal Kombat: Legacy
- 2016: XOXO
- 2016: Wakefield – Dein Leben ohne dich (Wakefield)